# Tonkové boby

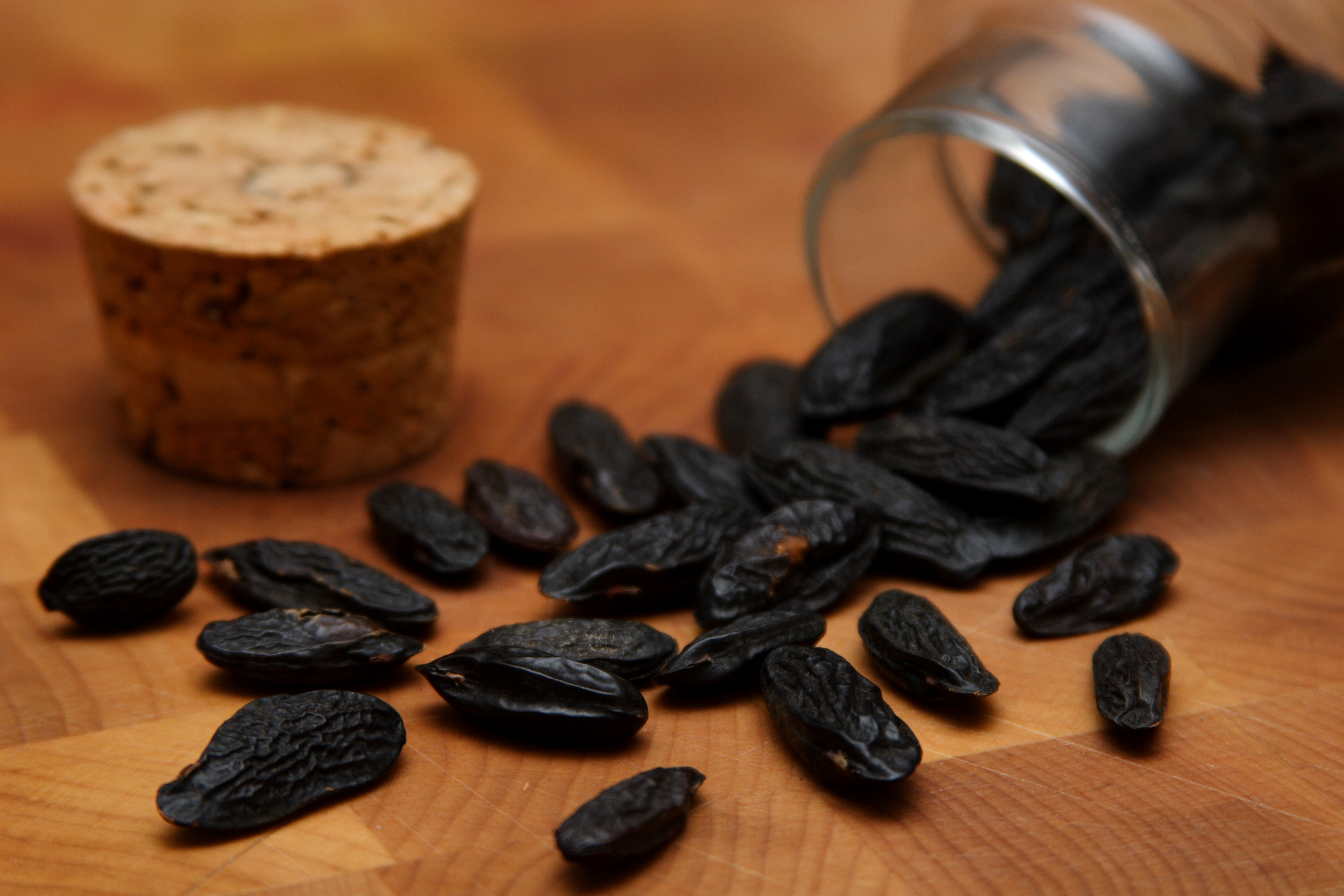
Tonkové boby

Tonkové boby (někdy též fazole tonka nebo jen tonka) je koření se specifickým aroma. I přes svůj název nejde o druh bobu nebo fazole, ale o fermentovaná semena stromu s názvem silovoň obecný (Dipteryx odorata).

## Charakteristika
Jednotlivé „fazolky“ jsou zhruba 25–30 milimetrů dlouhé a dosahují hmotnosti kolem 1 gramu. Mají černý hrbolatý povrch, uvnitř jsou světlé. Aroma celých semen je ostřejší a blíží se hořkým mandlím. Po nastrouhání připomíná nugát, bílou čokoládu, griliáš nebo ořechy s nádechem vanilky. Zmiňovány bývají i tóny višní, hřebíčku nebo skořice. Aroma se dále může lišit podle toho, zda je koření použité pro studený nebo teplý pokrm.

## Původ

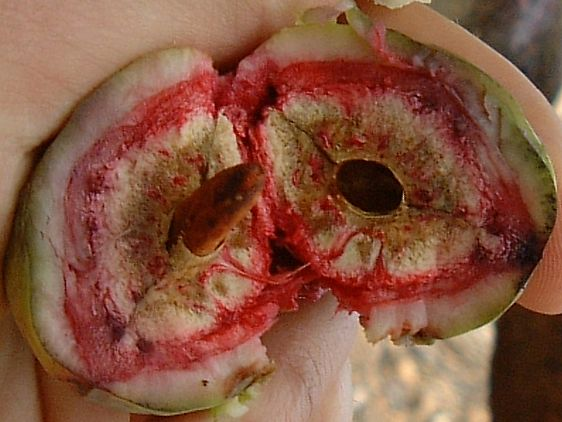
Tonka uvnitř plodu

Koření pochází ze severní části Jižní Ameriky. Název tonka pochází z jazyka galibi (carib), kterým mluvili domorodci na území Francouzské Guyany. Objevuje se i v tupi, dalším jazyku používaném na tomto území.

## Využití
V gastronomii se tonka používá nastrouhaná nebo ve formě výluhu. Uplatnění má především při výrobě sladkého pečiva, dezertů a zmrzliny, objevuje se v mnoha receptech francouzské kuchyně.
Využití má i v parfumerii a také farmacii. Ze semen se získává kumarin, surovina pro výrobu antikoagulantů.

## Zákaz na území USA
Na území Spojených států amerických se tonka nesmí používat v gastronomii. Vyplývá to ze zákona z roku 1954, který zakazuje veškeré nápoje a potraviny obsahující kumarin. Zákon byl přijatý jako důsledek umělého přidávání vysokých dávek kumarinu do potravin, které údajně ve vysokých koncentracích působily jaterní problémy hlodavcům. Zákon je v současné době kritizován jako zastaralý a neúměrný, neboť v jeho důsledku došlo k ilegalizaci koření a potravin s přirozeným obsahem kumarinu, který zdravotní potíže nepůsobí (mimo jiné i levandule, lékořice, skořice nebo polská vodka Żubrówka). Podle vyjádření lékařů není známé, že by kumarin v přirozené podobě nebo konkrétně v podobě fazolí tonka působil jako antikoagulans.